# Franco Branciaroli

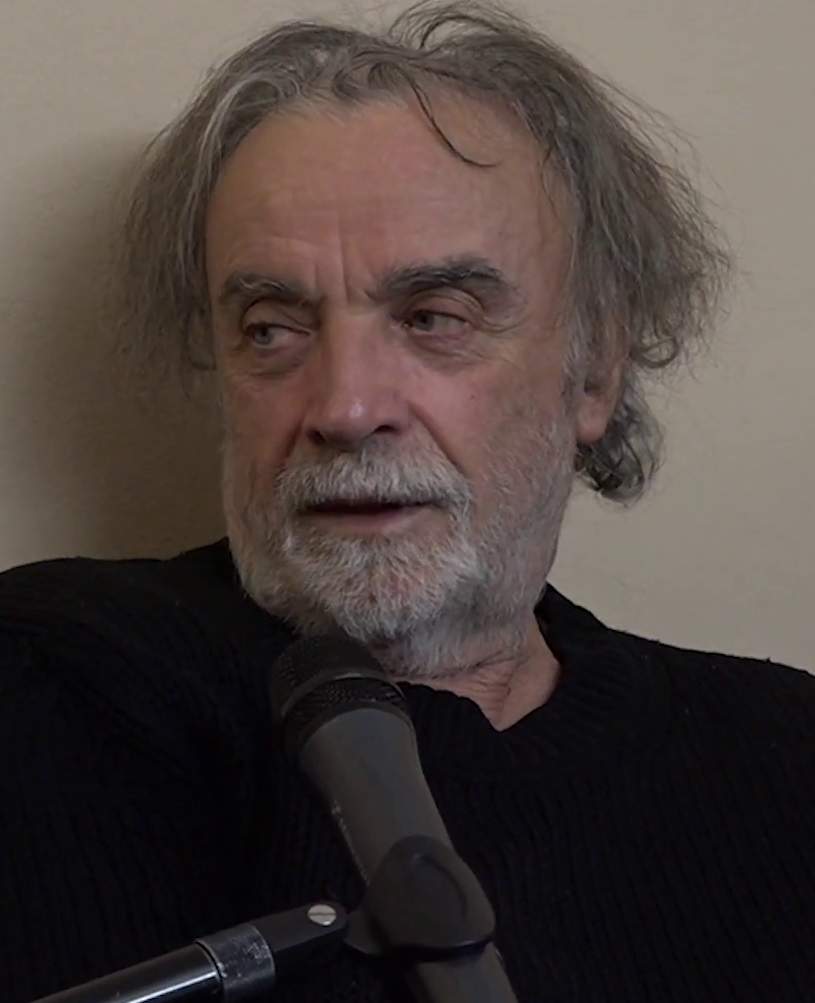
Franco Branciaroli (2023)

Franco Branciaroli (* 27. Mai 1947 in Mailand) ist ein italienischer Schauspieler und Theaterregisseur.

## Leben
Branciaroli verbrachte einen Großteil seiner Kindheit und Jugend auf dem Lande; mit vierzehn Jahren zog er mit seiner Familie nach Turin. Er diplomierte in Telekommunikation (und war immer in technisch-wissenschaftlichen Dingen auf dem neuen Stand) und belegte im Alter von 20 Jahren Schauspielkurse am Piccolo Teatro in Mailand, wo er lernte, sich von seinem deutlichen Dialekt und rollenden „r“ zu befreien. 1970 feierte er in einer kleinen Rolle in Tankred Dorsts Toller unter Patrice Chéreau sein Bühnendebüt. Aldo Trionfo verpflichtete ihn noch im gleichen Jahr für Titus Andronicus und besetzte ihn kontinuierlich in den folgenden Spielzeiten 1973 bis 1975 in Neben- und dann Hauptrollen (wie Gesù nach dem Film von Carl Theodor Dreyer und Bel-Ami sowie Carmelo Benes Inszenierung Faus Marlowe Burlesque). Danach konnte Branciaroli mit den bedeutendsten Bühnenregisseuren zusammenarbeiten: Mit Virginio Puecher bei Turandot 1978, Roberto Guicciardini bei Turcaret 1979, Luca Ronconi bei Der Turm 1980 und Maurizio Scaparro bei Der Revisor 1981. Es folgten erste Versuche Branciarolis als Regisseur, als er Der Held der westlichen Welt 1981 und ein Rilke-Stück inszenierte. Ein vieldiskutierter Dionysus, den er selbst auch verfasst hatte (wie auch das 1986 entstandene Bit) und Inszenierungen großer Klassiker von Ibsen bis Shakespeare zeigten seine Bandbreite. Immer auf der Suche nach Neuem und nach Aufregendem, gilt er als eines der „Enfants terribles“ des italienischen Theaters.
Der in den 1980er Jahren entstandenen Bekanntschaft mit dem Dramaturgen Giovanni Testori erwuchs eine künstlerische Zusammenarbeit bis zum Tode des letzteren 1993, die auch in den Inszenierungen der Kompagnie „Teatro degli Incamminati“ ihren Niederschlag fand. Von 1993 an arbeitete Branciaroli in Verona und inszenierte auch in den folgenden Jahren immer wieder Shakespeare. Unter Luca Ronconi war er auch als Hauptdarsteller zu sehen; für seine Interpretation in La vita è sogno erhielt er 2000 den Premio Ubu. Auch im ersten Jahrzehnt des neuen Jahrtausends inszenierte er Beckett, Saavedra, Harwood und Thomas Bernhard, spielte für das Teatro degli Incamminati zahlreiche Rollen wie auch beim Theaterfestival Neapel und für die Kompagnie von Messina.
Seine Fernseh- und Filmauftritte blieben im Vergleich zu seiner Bühnenpräsenz eher schmal und wenig bemerkenswert; mehrmals spielte er für die deutlich erotischen Werke von Tinto Brass.

## Filmografie (Auswahl)
- 1976: Die große Orgie (Vizie privati, pubbliche virtù)
- 1980: Das Geheimnis von Oberwald (Il mistero di Oberwald)
- 1983: The Key – Der Schlüssel (La chiave)
- 1985: Miranda (Miranda)
- 1992: Eine unmoralische Frau (Così fan tutte)
- 1993: Tinto Brass Voyeur (L'uomo che guarda)
- 2001: Black Angel – Senso '45 (Senso '45)
- 2010: La donna della mia vita